# Justyna Steczkowska
Justyna Steczkowska (n. 2 august 1972, Rzeszów, Polonia) este o cântăreață, textieră, actriță și fotograf poloneză. Este reprezentanta Poloniei la Concursul Muzical Eurovision 2025 cu piesa "GAJA" (numită după zeița Gaia), precum și la ediția din 1995 cu piesa "Sama". A încercat să participe și în 2024 dar în selecția națională din acel an, a terminat pe locul 2.

## Copilăria și începuturile muzicale
S-a născut in Rzeszów, în Voievodatul Subcarpatia din sud-estul Poloniei. Este al patrulea dintre cei nouă copii al lui Danuta și Stanisław Steczkowski (profesoară de muzică și dirijor), tatăl ei fiind dintr-o familie de gorali, iar mama fiind de origini tătare.
La vârsta de 5 ani s-a mutat cu familie în Stalowa Wola unde a urmat cursurile școlii de muzică Ignacy Jan Paderewski State Music School. În 1991, a absolvit cursurile unui liceu de muzică aparținând Complexului școlar de muzică nr. 1 din orașul ei natal. Poate cânta la vioară.
A înfințat o trupă numită Shoko & Duet, și a făcut parte din formațiile: Agressiva 69, Wańka Wstańka, Revolutio Cordis, 1984 și Jesus Chrysler Suicider.

## Eurovision

### Eurovision 1995:
La Concursul Eurovision 1995 (a doua participare a Poloniei) a participat cu piesa "Sama" (Singur/Singură), în Marea Finală ieșind pe locul 18 cu 15 puncte.

### Eurovision 2024:
Ea a încercat să participe și în 2024, dar a terminat pe locul 2 în selecția națională a Poloniei. A pierdut în fața artistei Luna⁠(d) la doar un punct diferență.

### Eurovision 2025:
Justyna Steczkowska a câștigat selecția naționala cu piesa GAJA, astfel ea s-a reîntors la concursul din 2025 unde a trecut de prima semifinală și s-a calificat în Marea Finală care va avea loc în data de 17 mai 2025. În Marea Finală s-a clasat pe locul 14, cu 156 de puncte.

## Discografie[12]
| #  | Titlu                       | Data lansării     |
| -- | --------------------------- | ----------------- |
| 1  | Dziewczyna Szamana          | 18 martie 1996    |
| 2  | Naga                        | 27 octombrie 1997 |
| 3  | Dzień i Noc                 | 21 februarie 2000 |
| 4  | Alkimja                     | 21 octombrie 2002 |
| 5  | Femme Fatale                | 6 decembrie 2004  |
| 6  | Daj mi chwilę               | 4 iunie 2007      |
| 7  | To mój czas                 | 23 martie 2009    |
| 8  | XV                          | 2 aprilie 2012    |
| 9  | Anima                       | 25 noiembrie 2014 |
| 10 | Maria Magdalena. All Is One | 22 februarie 2019 |
| 11 | Szamanka                    | 25 februarie 2022 |
| 12 | Steczkowska Demarczyk       | 15 decembrie 2023 |
| 13 | Witch Tarohoro              | 29 noiembrie 2024 |

| # | Titlu               | Data lansării |
| - | ------------------- | ------------- |
| 1 | Puchowe kołysanki   | 19 mai 2008   |
| 2 | Puchowe kołysanki 2 | 20 mai 2013   |

| # | Titlu               | Data Lansării     | Colaborator      |
| - | ------------------- | ----------------- | ---------------- |
| 1 | Mów do mnie jeszcze | 26 noiembrie 2001 | Paweł Deląg      |
| 2 | Mezalianse          | 21 februarie 2011 | Maciej Maleńczuk |
| 3 | I na co mi to było? | 23 octombrie 2015 | Boban Marković   |